# Aphronastes subfasciatus
Aphronastes subfasciatus là một loài bọ cánh cứng trong họ Cerambycidae.